# Yarrowit
Yarrowit ist ein  seltenes Mineral aus der Mineralklasse der Sulfide und Sulfosalze. Es kristallisiert im hexagonalen Kristallsystem mit der chemischen Formel Cu9S8 und bildet massive oder sternförmige Mineral-Aggregate von blauer Farbe.

## Etymologie und Geschichte
Yarrowit wurde 1980 von R.J. Goble am Yarrow Creek im Südwesten der kanadischen Provinz Alberta gefunden. Er benannte es nach dem Fundort. In der Nähe des Fundortes liegt auch die Typlokalität des sehr ähnlichen Spionkopites. Vor dem Fund in Kanada war blaubleibender Covellin bekannt, der erstmals 1959 von G. Frenzel synthetisiert wurde. Dabei handelte es sich aber nicht um ein einheitliches Material, sondern sowohl um Yarrowit, als auch um Spionkopit.

## Klassifikation
In der veralteten 8. Auflage der Mineralsystematik nach Strunz war der Yarrowit noch nicht aufgeführt.
In der zuletzt 2018 überarbeiteten Lapis-Systematik nach Stefan Weiß, die formal auf der alten Systematik von Karl Hugo Strunz in der 8. Auflage basiert, erhielt das Mineral die System- und Mineralnummer II/B.01-080. Dies entspricht der Klasse der „Sulfide und Sulfosalze“ und dort der Abteilung „Sulfide, Selenide und Telluride mit dem Stoffmengenverhältnis Metall : S,Se,Te > 1 : 1“, wo Yarrowit zusammen mit Anilith, Chalkosin, Digenit, Djurleit, Geerit, Roxbyit und Spionkopit die Gruppe der „Kupfersulfide“ mit der Systemnummer II/B.01 bildet.
Die von der International Mineralogical Association (IMA) zuletzt 2009 aktualisierte 9. Auflage der Strunz’schen Mineralsystematik ordnet den Yarrowit in die Klasse der „Sulfide und Sulfosalze (Sulfide, Selenide, Telluride, Arsenide, Antimonide, Bismutide, Sulfarsenide, Sulfantimonide, Sulfbismutide)“ und dort in die Abteilung „Metallsulfide, M : S = 1 : 1 (und ähnliche)“ ein. Hier ist das Mineral in der Unterabteilung „mit Kupfer (Cu)“ zu finden, wo es als einziges Mitglied eine unbenannte Gruppe mit der Systemnummer 2.CA.05d bildet.
In der vorwiegend im englischen Sprachraum gebräuchlichen Systematik der Minerale nach Dana hat Yarrowit die System- und Mineralnummer 02.07.03.01. Das entspricht der Klasse der „Sulfide und Sulfosalze“ und dort der Abteilung „Sulfidminerale“. Hier findet er sich innerhalb der Unterabteilung „Sulfide – einschließlich Seleniden und Telluriden – mit der Zusammensetzung AmBnXp, mit (m+n):p=9:8“ als einziges Mitglied in einer unbenannten Gruppe mit der Systemnummer 02.07.03.

## Modifikationen und Varietäten
Yarrowit zählt mit Chalkosin, Djurleit, Anilith und Spionkopit zu einer sich bei niedrigen Temperaturen (<100 °C) bildenden Mischkristallreihe mit unterschiedlichen stöchiometrischen Verhältnissen von Kupfer und Schwefel.

## Bildung und Fundorte
Da Yarrowit metastabil ist, bildet es sich nur unter speziellen Bedingungen bei niedrigen Temperaturen, wenn die Bildung der stabilen Phasen Anilith und Chalkosin kinetisch gehemmt sind, durch Verwitterung anderer Kupfersulfide. Es ist mit Anilith, Djurleit, Spionkopit und Tennantit vergesellschaftet.
Neben der Typlokalität und weiteren Orten in Kanada wurde Yarrowit bislang unter anderem in Graz und Köflach in Österreich, dem Schwarzwald, Spessart, Hunsrück, Harz sowie dem Mansfelder Becken und Horscha in Deutschland, Saint-Luc im Schweizer Kanton Wallis, Kolwezi in der Demokratischen Republik Kongo, Bogor auf der indonesischen Insel Java, Ardakan im Iran, Killarney in Irland, Sondrio in Italien, Iwaki und Shimohei in Japan, Lubin in Polen, Gümüşhane in der Türkei, Caldbeck Fells, Stanton under Bardon, Cannington, Nuneaton und Wethel im Vereinigten Königreich sowie den US-Bundesstaaten Arizona, New Mexico und Virginia gefunden.

## Kristallstruktur
Yarrowit kristallisiert im hexagonalen Kristallsystem mit der Raumgruppe P3m1 (Raumgruppen-Nr. 156), P3m1 (Nr. 164), P31m (Nr. 157) oder P321 (Nr. 150), den Gitterparametern a = 3,80 Å und c = 67,26 Å, sowie drei Formeleinheiten pro Elementarzelle.